# Седлецкая, Наталья Юрьевна
Наталья Юрьевна Седлецкая (укр. Наталія Юріївна Седлецька; род. 20 июня 1987, Киев) — украинская журналистка. С 2014 года была ведущей программы «Схемы» на «Первом национальном телеканале». Журналист ТВі (2009—2013). Член Центра по исследованию коррупции и организованной преступности.

## Биография
Родилась 20 июня 1987 года в Киеве. Родители работали в Национальной академии наук Украины. Отец — физик, а мать — инженер. Детство Наталья провела в одном из жилых массивов на левом берегу Киева.
Училась в Институте журналистики Киевского национального университета имени Тараса Шевченко по специальности «радиожурналистика». На первом курсе начала работать помощником стилиста на съёмках фильмов и рекламы, снималась в ряде коммерческих реклам. На втором курсе работала в еженедельной молодёжной программе на одном из киевских телеканалов. На третьем курсе Егор Чечеринда пригласил Седлецкую в интернет-телевидение INTV. После третьего курса в течение четырёх месяцев она работала в итальянском ресторане в Нью-Йорке по программе Work and Travel USA.
В 2009 году начала работать в программе «Восклицательный знак!» на телеканале ТВі. Спустя три года ей доверили вести собственную программу «Тендер News» на ТВі в жанре расследовательской журналистики. Являлась членом движения «Стоп цензуре!». Покинула телеканал в 2013 году вместе с рядом других журналистов телеканала, после смены владельцев и руководства ТВі. Покинув ТВі, уехала в США, где устроилась в ресторан, где работала ранее.
Летом 2013 года получила стипендию имени Вацлава Гавела, которая дала право учиться в штаб квартире Радио «Свобода» в Праге течение в девяти месяцев. Весной 2014 года начала вести программу «Схемы» для украинской службы «Радио Свобода». Принимал участие в проекте YanukovychLeaks.
С июля 2014 года программа «Схемы» Седлецкой начала выходить на «Первом национальном телеканале» (c 2015 года — UA: Первый) за счёт средств «Радио Свобода». В апреле 2015 года вела церемонию награждения журналисткой премии «Честь профессии». В 2015 году приняла участие в совестном расследовании с британским Channel 4 об отмывании денег из России путём покупки элитной недвижимости в Великобритании. Расследование вылилось в создание документального фильма «Из России — с наличными» (From Russia With Cash).. В течение 2016 года фактически являлась главным редактором программы «Схемы».
27 августа 2018 года Печерский районный суд Киева предоставил Генеральной прокуратуре Украины доступ к телефонным звонкам Седлецкой за 17 месячный период в связи с делом о возможном разглашении государственной тайны и данных досудебного расследования директора Национального антикоррупционного бюро Артёма Сытника. Данное решение осудило Transparency International, ряд украинских журналистов и общественных организаций, а также представители США, Европейского союза и ПАСЕ. В ответ на данное решение Печерского суда Седлецкая подала апелляцию в Апелляционный суд Киева. В итоге суд дал ГПУ доступ к данным телефона Седлецкой за полтора года. 18 сентября 2018 года Европейский суд по правам человека указал властям Украины об отсрочке данного решения на один месяц. 16 октября 2018 года ЕСПЧ запретил украинским властям иметь доступ к данным телефона Седлецкой «до отдельного распоряжения». В июле 2019 года Шестой апелляционный административный суд Киева признал неправомерным отказ Печерского районного суда предоставить Седлецкой постановление о доступе к данным с её мобильного телефона.
Летом 2019 года прошла двухнедельную стажировку по программе Draper Hills Summer Fellowship в Стэнфордском университете.

## Награды
- Победитель конкурса журналистских расследований о злоупотреблениях в сфере закупок Центра политических студий и аналитики (2013)[20]
- Лауреат премии «За профессиональную этику», проводимой организацией «Детектор медиа» (2013)[21]
- Премия имени Александра Кривенко «За продвижение в журналистике» (2016)[22]
- Награда «Свет справедливости» (2017)[23]